# Ruskovce (Košice)
Ruskovce (in ungherese: Törökruszka) è un comune della Slovacchia facente parte del Distretto di Sobrance, nella regione di Košice.